# Богоявленский собор (Вышний Волочёк)
Собор Богоявления Господня — православный храм в городе Вышнем Волочке Тверской области.

## История
Здание храма построено из кирпича в 1810—1814 годах на острове между двумя рукавами Цны на месте ветхой деревянной церкви во имя Богоявления Господня с приделом архистратига Михаила. В 1864—1866 годах собор был основательно перестроен. От первоначального объёма сохранились части восточной и западной стен, превращённые в столбы, южная и северная стены, возможно, частично световой барабан, опирающийся на четыре столба.
В 1931 году собор был закрыт, но не разрушен, здание использовалось в складских целях. Вновь открыт был в 1945 году.
Сегодня Богоявленский собор является главным действующим храмом Вышнего Волочка, духовным оплотом православных горожан и одной из главных достопримечательностей города. До 1984 года в нём пребывала чудотворная Андрониковская икона Божией Матери (украдена). В храме в иконостасе и киотах сохранились иконы XVII—XVIII веков, в том числе резной образ Николы Можайского, а также Богородичные иконы — Иверская, Выдропужская и именуемые «Скоропослушница», «Утоли Моя Печали», «Всех Скорбящих Радость».